# Noelia Bermúdez Valverde
Maria Noelia Bermúdez Valverde (San Carlos, 20 de setembre de 1994) és una portera de futbol internacional per Costa Rica que actualment juga al Llevant UE a la Primera Divisió espanyola.
Amb la selecció de Costa Rica ha jugat el Mundial 2015 i ha sigut subcampiona de la Copa d'Or 2014. Amb les categories inferiors va jugar el Mundial sub-20 2014.

## Trajectòria
| Temporades   | Lliga             | Club               | P  | G | Actualitzat |
| ------------ | ----------------- | ------------------ | -- | - | ----------- |
|              | D1                | Deportivo Saprissa |    |   |             |
| 15/16 - act. | D1                | Llevant UE         | 15 | 0 | 01/07/2016  |
|              |                   |                    |    |   |             |
| 2014         | Selecció sub-20   | Selecció sub-20    | 03 | 0 |             |
| 2014 - act.  | Selecció absoluta | Selecció absoluta  | 02 | 0 | 10/10/2015  |